# Gürgenli, Beşikdüzü
Gürgenli là một xã thuộc huyện Beşikdüzü, tỉnh Trabzon, Thổ Nhĩ Kỳ. Dân số thời điểm năm 2011 là 83 người.